# Reg Smythe
Reginald Smythe, detto Reg (Hartlepool, 10 luglio 1917 – Hartlepool, 13 giugno 1998), è stato un fumettista britannico ideatore della celebre striscia a fumetti Andy Capp, pubblicato alla fine degli anni cinquanta su 1700 quotidiani in oltre 50 paesi e tradotto in almeno 14 lingue; viene ritenuto il più grande autore di fumetti britannico.

## Biografia
Nato in una famiglia povera, lasciò la scuola a 14 anni per lavorare come fattorino in una macelleria. Si arruolò poi nell'esercito, nel Royal Northumberland Fusiliers, nel 1936 di stanza in Egitto e, durante la seconda guerra mondiale fu mitragliere nel nord Africa. In questo periodo vendette i suoi primi lavori a quotidiani del Cairo. Nel dopoguerra, lavorò prima come impiegato presso un ufficio postale della General Post Office di Londra, continuando sempre a disegnare nel tempo libero, iniziando a collaborare con varie riviste con vignette e giochi. Ideò in questo periodo la serie a strisce a The Sparks. Riuscì a vendere le sue produzioni a varie testate come Everybody's Magazine, Fishtrader's Gazette e Draper's Record, e successivamente al London Evening Standard, Reveille, Punch e al Daily Mirror. La sua prima produzione regolare fu la serie "Smythe's Speedway World" pubblicata da Speedway World e "Skid Sprocket" su Monthly Speedway World.
Per il Daily Mirror realizzò la serie a strisce giornaliere Laughter at Work, esordita nel 1954. Per l'edizione di Manchester dello stesso giornale gli venne richiesto nel 1957 lo sviluppo di un nuovo personaggio e questo portò all'ideazione di Andy Capp che venne presto pubblicato anche nell'edizione nazionale dello stesso quotidiano dal 14 aprile 1958, arrivando a essere pubblicato su oltre 700 giornali in 34 paesi; la serie venne prodotta dall'autore fino alla sua morte per cancro al polmone il 13 giugno 1998. Dato il grande successo che gli portò la strip, Reg Smythe non portò avanti altri progetti lavorativi, ad eccezione di Buster nei primi anni sessanta.

## Riconoscimenti
- Premio Humor Comic Strip nel 1974 per Andy Capp dalla National Cartoonist Society.
- Gran Guinigi al Salone Internazionale dei Comics (1969)
- premio per la miglior opera comica straniera al Festival d'Angoulême con l'albo Andy Capp Spring Tonic nel 1977.